# Albrecht Altdorfer
Albrecht Altdorfer   (Ratisbona i Altdorf bei Nürnberg, 1480 - Ratisbona, 12 de febrer de 1538 (Gregorià)) va ser un pintor, gravador i arquitecte del renaixement alemany, contemporani d'Albrecht Dürer. Es considera el representant més important de l'escola del Danubi i és un dels mestres menors alemanys. És notablement l'autor de La batalla d'Alexandre.

## Biografia
El 1505 va accedir a la ciutadania de la ciutat de Ratisbona com a "pintor d'Amsberg", nom d'un poble proper.
Va esdevenir membre del Gran Consell i mestre d'obres l'any 1519, i es va dedicar al desenvolupament i enfortiment de les defenses de la seva ciutat, alhora que continuava la seva activitat com a pintor. Ingressà al Consell Restringit i fou nomenat arquitecte de la ciutat el 1526. Escollit alcalde el 1528, refusà aquesta darrera funció, considerant-se massa ocupat amb les seves activitats artístiques.
No se sap res de la seva formació. Potser va exercir a l'estudi del pintor miniaturista Ulrich Altdorfer -probablement el seu pare- actiu a Ratisbona entre 1478 i 1491. Va treballar per a les esglésies dels voltants i va participar al costat de Dürer, Cranach, Hans Baldung, Burgkmair i Breu a la il·lustració dels marges del Llibre d'hores de l'emperador Maximilià, avui guardat a la biblioteca municipal de Besançon.
Altdorfer va ser un dels primers pintors i gravadors europeus, juntament amb Albrecht Dürer, a situar el paisatge com a tema autònom al centre de la seva obra. Forma part, amb Wolf Huber, de l'Escola del Danubi. També sol ser inclòs com a gravador en el grup de Kleinmeister, o Petits Mestres Alemanys.
La batalla d'Alexandre, encarregada pel duc Guillem IV de Baviera avui a l'Alte Pinakothek de Múnic, és considerada una de les seves obres mestres. El pretext de la victòria d'Alexandre sobre Darios el Gran il·lustra una visió del món radicalment nova. Centenars d'actors mostren un catàleg d'expressions impressionant, amb el teló de fons d'una posta de sol en flames amb un paisatge d'aigua i arbres característics. El gust pel bon viure es troba en els seus personatges amb ganyotes.
El 1535, va representar la ciutat de Ratisbona davant el rei Ferran I. Artista de gran reputació, va morir a Ratisbona el 1538.

## Obres
El corpus d'Altdorfer és força reduït, comprèn una cinquantena de pintures, un centenar de dibuixos i uns 200 gravats sobre fusta.

### Pintures

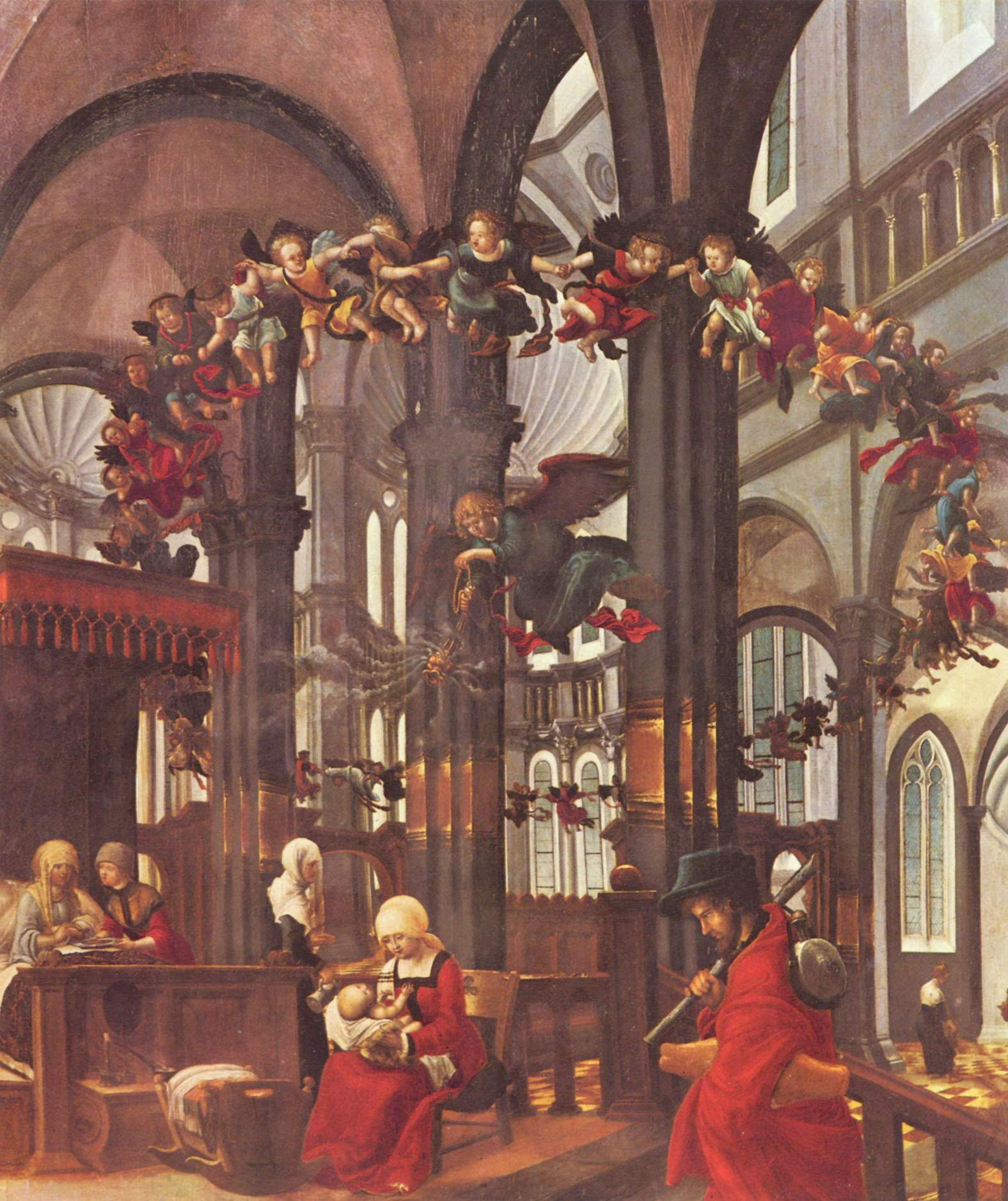
Naixement de la Mare de Déu.

- Els dos sants Joan, 1507, oli sobre taula, 133,6 x 173,2 cm, Stadtmuseum, Ratisbona.
- Sant Jeroni penitent, 1507, oli sobre taula, 23,5 × 20,4 cm, Gemäldegalerie, Berlín.
- Sant Francesc d'Assís rebent els estigmes, 1507, 20,5 x 23,5 cm, Gemäldegalerie, Berlín.
- Retrat d'una dona jove, c. 1522, Museu Thyssen-Bornemisza, Madrid.
- Susanna al bany, 1526, oli sobre taula, 74,8 × 61,2 cm, Alte Pinakothek, Múnic.
- Bosc caducifoli amb Sant Jordi lluitant contra el drac, c.1510, Alte Pinakothek, Múnic.
- Crist a la creu, vers 1512, oli sobre taula, 101,5 × 116 cm, Gemäldegalerie Alte Meister, Kassel, inv. GK 10a.
- Processó Triomfal, c. 1515, guaix sobre pergamí, 44,7 x 88,2 cm, Albertina, Viena.
- Crucifixió, vers 1526, fusta de til·ler, 29 × 21 cm, Gemäldegalerie, Berlín, inv. 638D.[5]
- La victòria de Carlemany, 1518, oli sobre panell de til·ler, 110,5 × 122 cm, Germanisches Nationalmuseum, Nuremberg
- La batalla d'Alexandre, c. 1528-1529, oli sobre fusta, 158,4 × 120,3 cm, Alte Pinakothek, Múnic.
- The Rest on the Flight into Egypt, 1510, fusta de til·ler, 37 × 38 cm, Gemäldegalerie, Berlín.[5]
- El Gran Retaule de Sant Florià, 1509-1518, políptic, Passió, Resurrecció i Llegenda de Sant Florià:
  - Tauler principal, Abadia dels Canonges de Sant Agustí, Saint Florian prop de Linz.
  - La Resurrecció de Crist, predel·la, panell d'avet, 70 × 37 cm, Museu d'Història de l'Art de Viena, Viena.[6]
- El naixement de Crist, c.1513, fusta de til·ler, 37 × 36 cm, Gemäldegalerie, Berlín.[5]
- L'adéu de Crist a Maria, c.1520, oli sobre til·ler, 141 × 111 cm, National Gallery, Londres.[7]
- Naixement de la Mare de Déu cap al 1520, Alte Pinakothek Múnic
- Sèrie de set panells dedicats a la vida de Sant Florià (c. 1520), oli sobre fusta. Originàriament estaven a l’Abadia de Saint-Florian[8]
  - Sant Florià, amb l'hàbit de pelegrí, s'acomiada dels seus pares, 81 × 67 cm, Museu dels Uffizi, Florència.
  - Sant Florià batut, 81,3 × 66,3 cm, Galeria Nacional, Praga.
  - El martiri de Sant Florià, 76 × 67 cm, Museu dels Uffizi, Florència.
  - Sant Florià fora de l'aigua, Museu Nacional de Nuremberg[2]
- Paisatge, vers 1526-1528, oli sobre pergamí muntat sobre fusta, 30 × 22 cm, Alte Pinakothek, Múnic.
- El captaire és als peus del cortesà, 1531, fusta de til·ler, 26 × 21 cm, Gemäldegalerie, Berlín.[5]

Algunes pintures
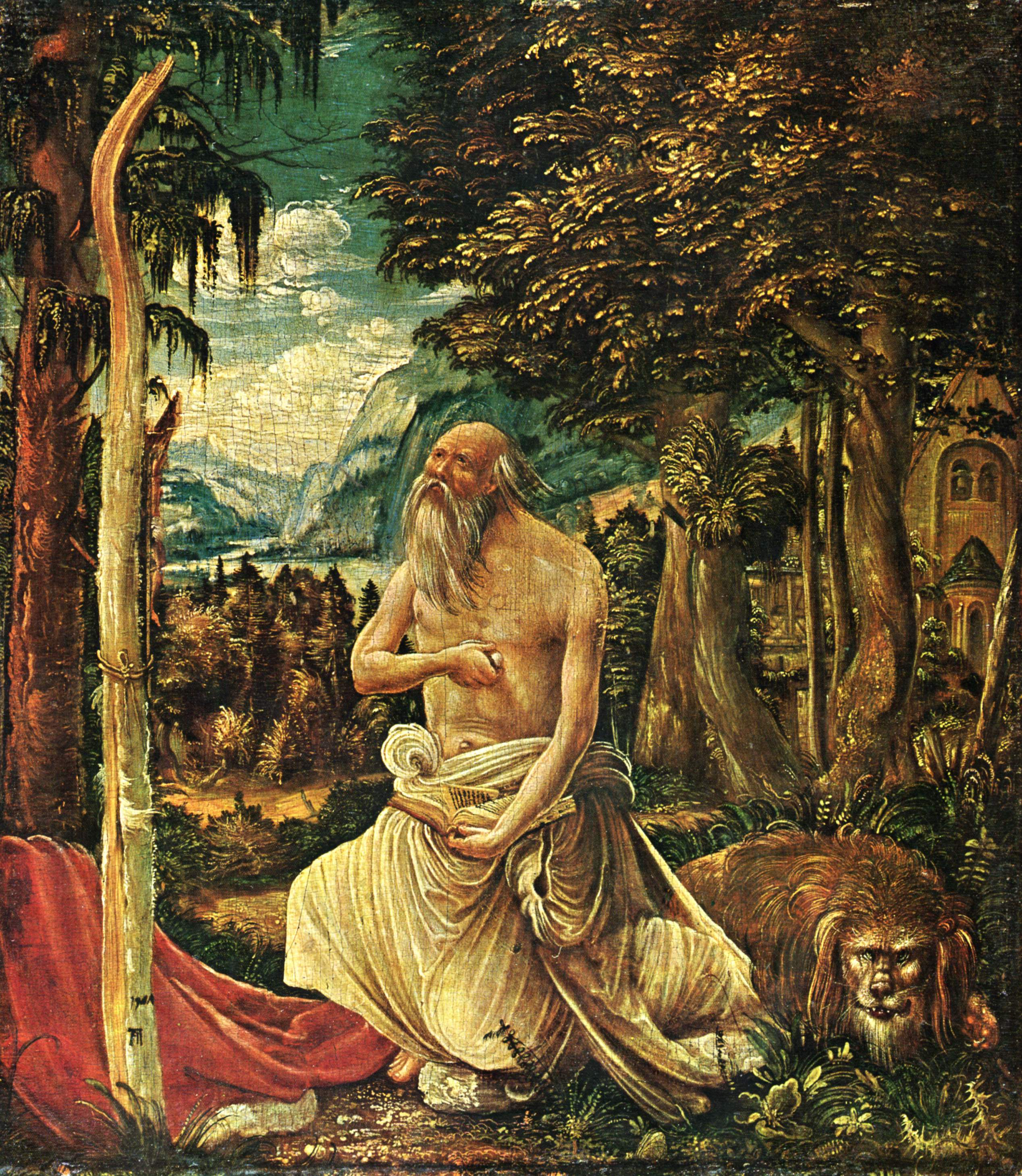
Sant Jeroni penitent, 1507, Gemäldegalerie, Berlín.
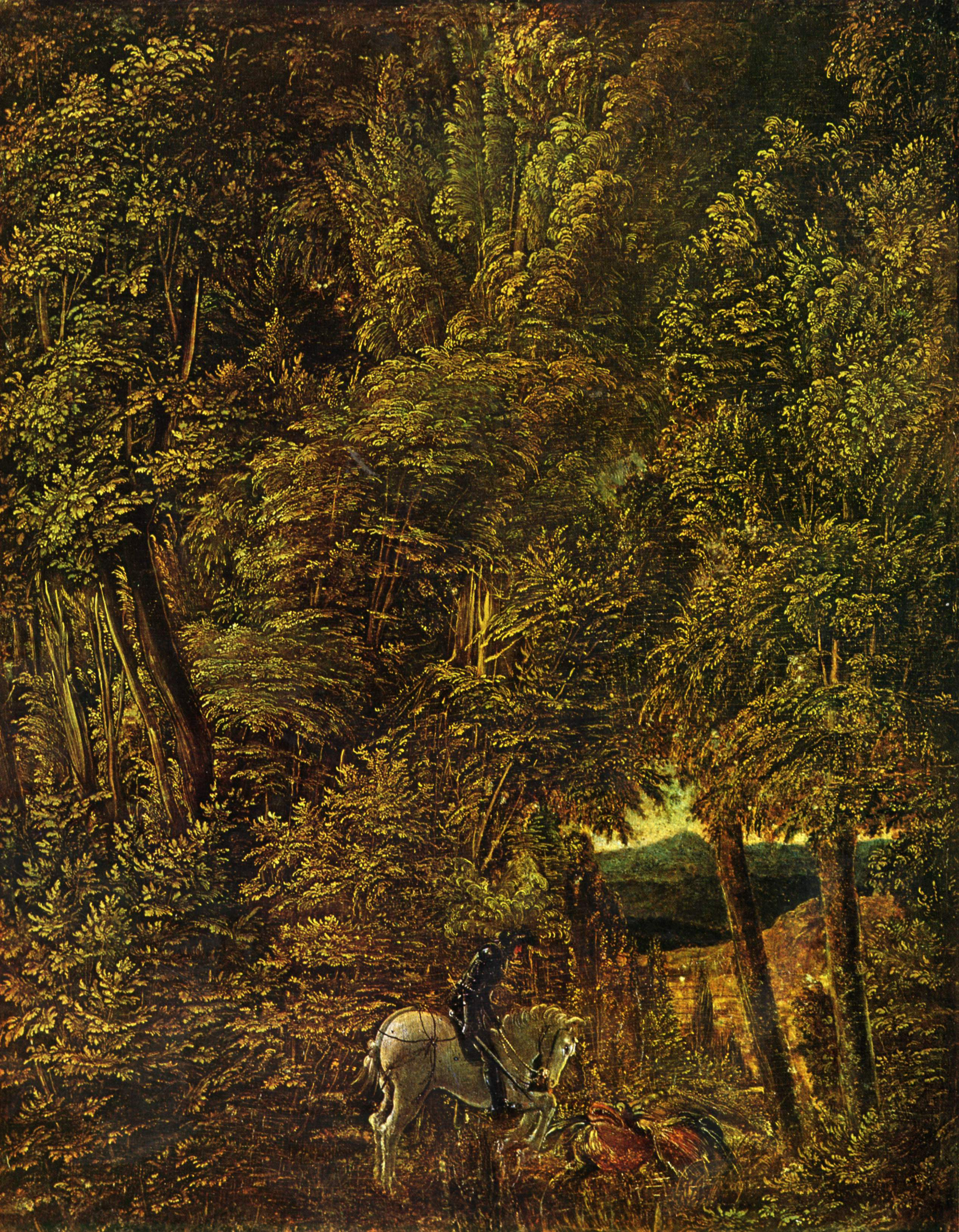
Bosc caducifoli amb Sant Jordi lluitant contra el drac, 1510, Alte Pinakothek, Múnic.
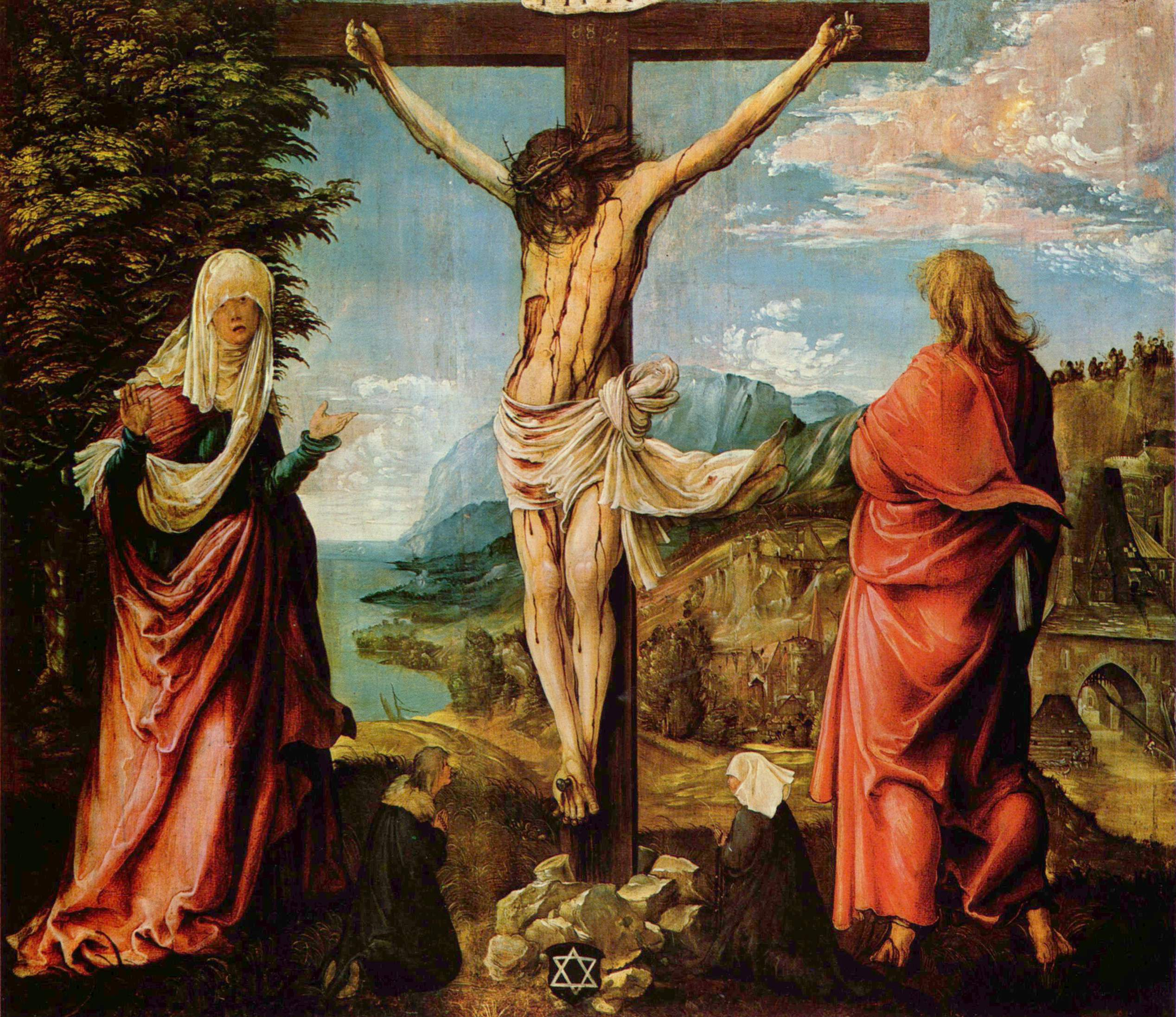
Crist a la creu, vers 1512, Gemäldegalerie Alte Meister, Kassel.
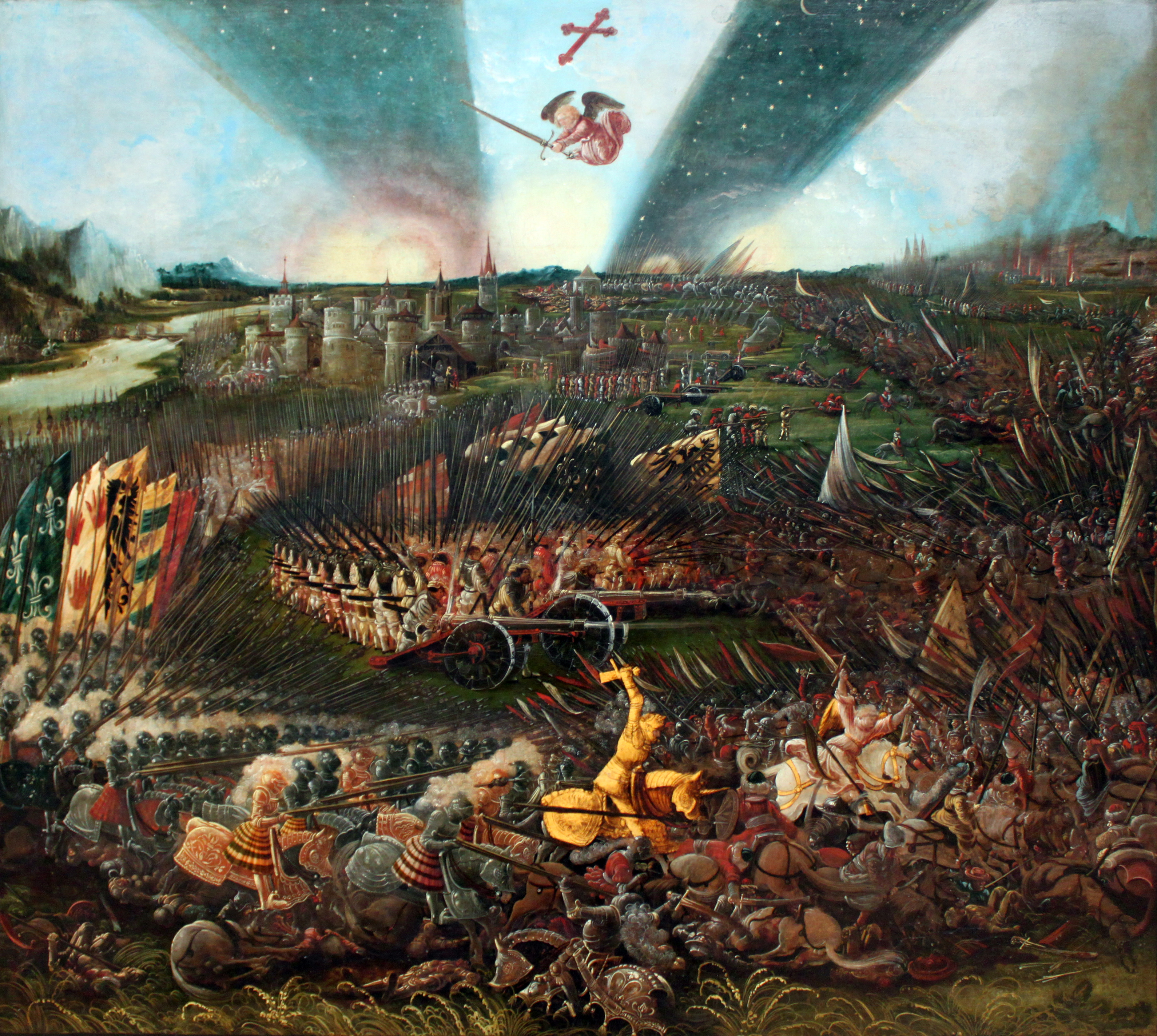
'La victòria de Carlemany, 1518, Germanisches Nationalmuseum, Nuremberg.
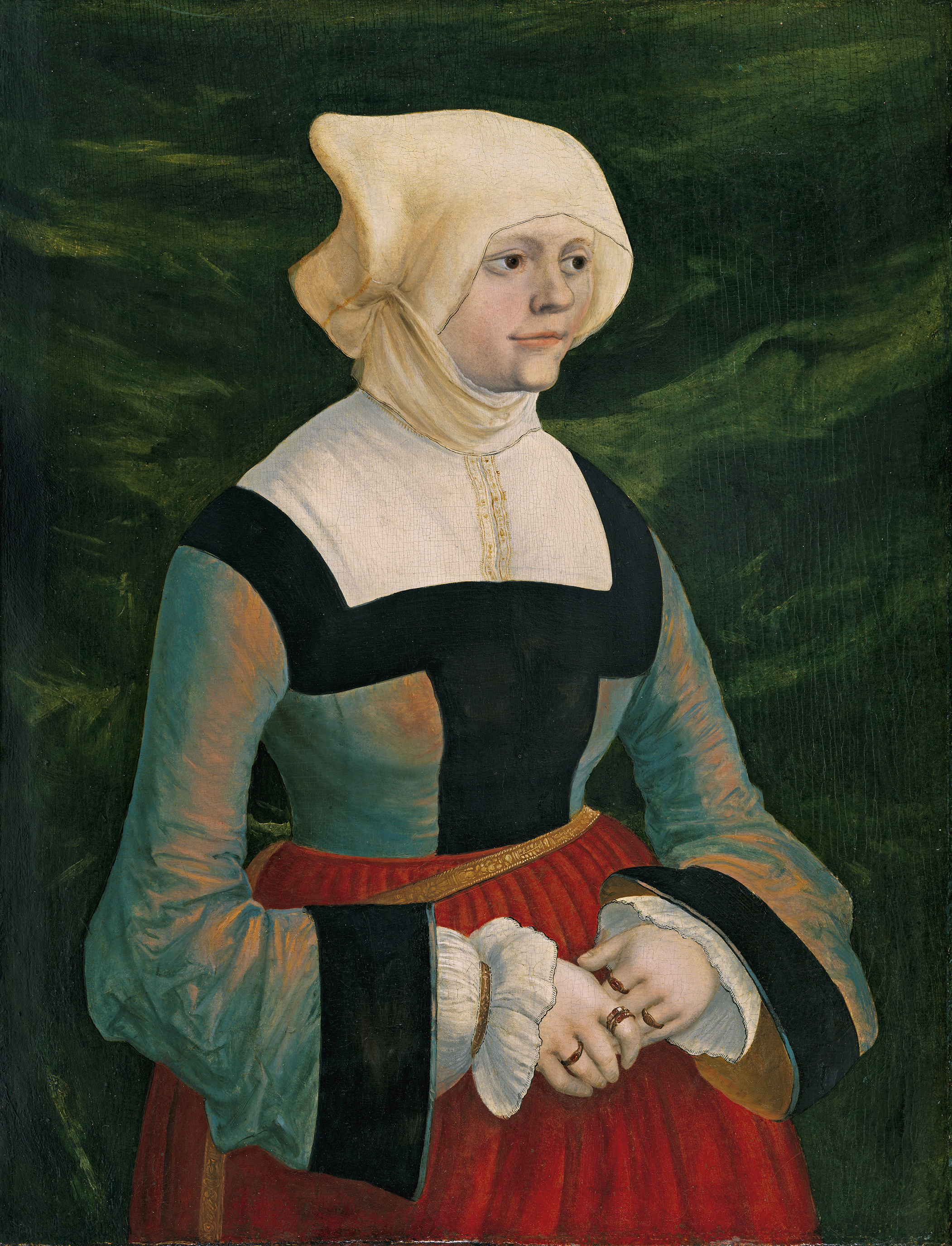
Retrat d'una dona jove, c. 1522, Museu Thyssen-Bornemisza, Madrid.
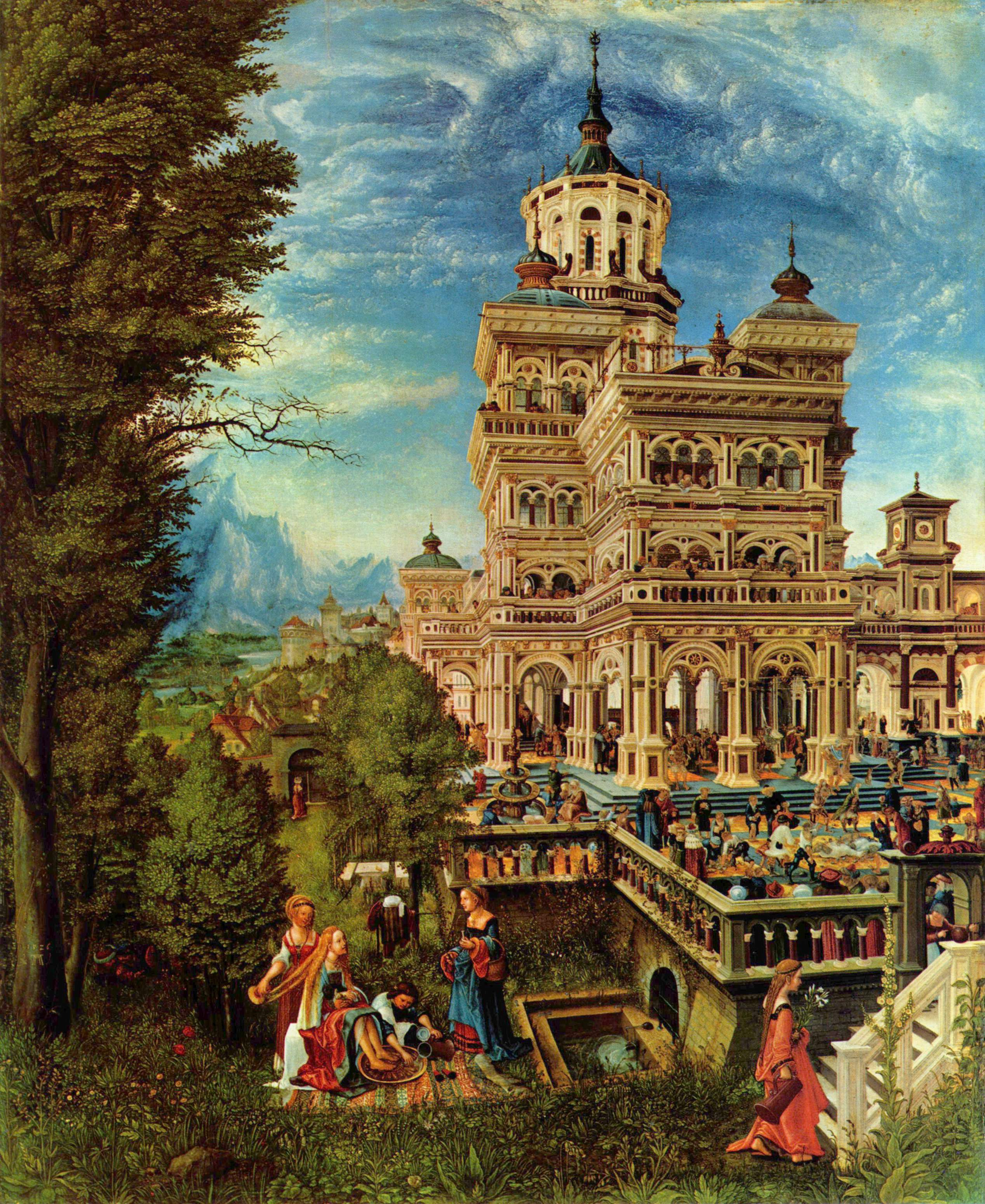
Suzanne au bain (Altdorfer), 1526, Alte Pinakothek, Múnic.
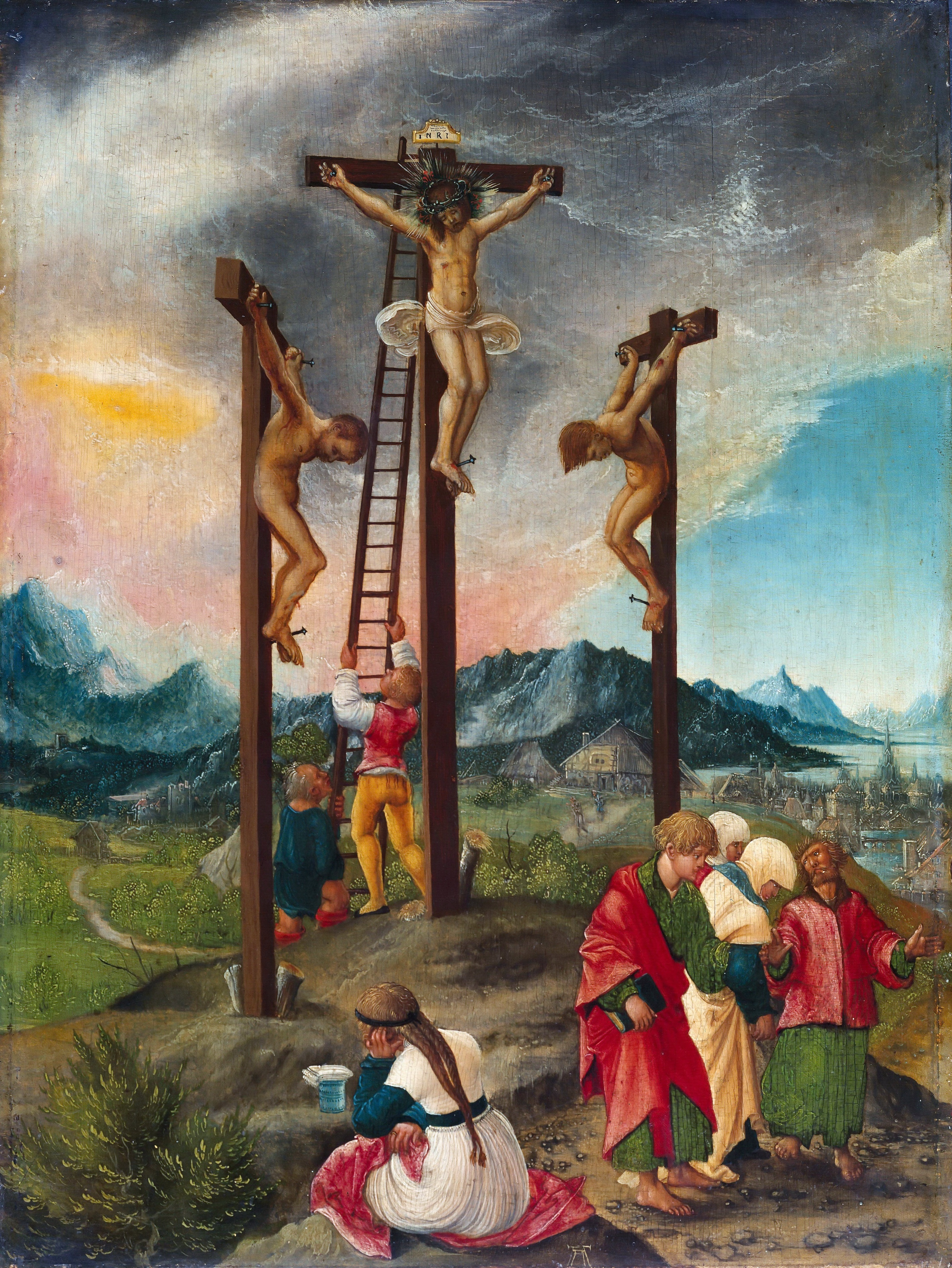
Crucifixió, cap al 1526, Gemäldegalerie, Berlín.
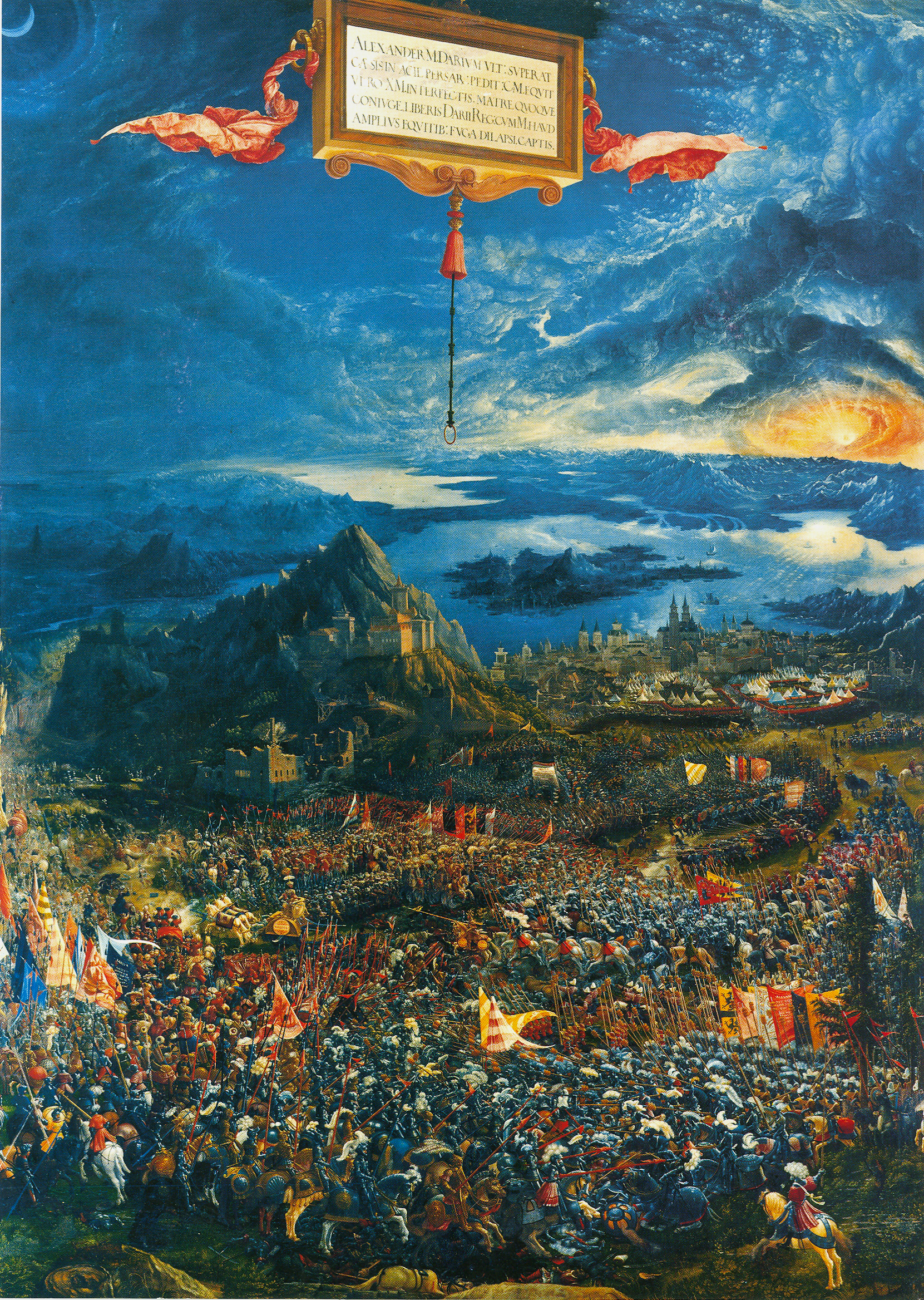
La batalla d'Alexandre a Issos, vers 1528-1529, Alte Pinakothek, Múnic.
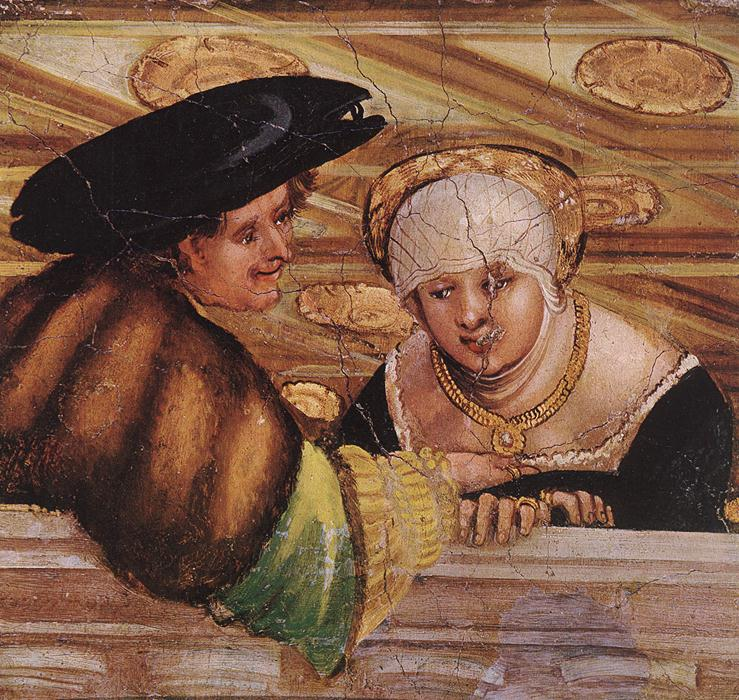
Els amants, vers 1530, Museu de Belles Arts de Budapest.